# Église Saint-Quentin de La Pellerine
L'église Saint-Quentin est une église catholique située à La Pellerine, dans le département français de la Mayenne.

## Localisation
L'église est située dans le bourg de La Pellerine, en bordure de la route départementale 158.

## Histoire
L'église fut saccagée pendant la Révolution.
L'édifice d'origine est agrandi en 1850, par un allongement de la nef qui jusqu'alors lui donnait un plan de croix grecque. Le clocher, déplacé au pignon occidental, est touché par la foudre le 29 juillet 1892.
L'inventaire commence le 1er mars 1906, devant la moitié de la population. Ayant entendu la protestation de la foule, l'agent se retire avec ses quatre gendarmes pour revenir le 10 mars. La foule ne peut entrer qu'avec la promesse de ne pas troubler l'agent ; celui-ci termine l'inventaire au bout de 5 minutes.

## Architecture et extérieurs
L'église est en forme de croix latine. Les fenêtres sont à meneaux, en granit, et en arc brisé.

## Intérieur
Le maître-autel est orné des statues de saint Quentin et de saint Étienne.
Le chemin de croix actuel date des années 1950 ; il a été peint directement sur les murs de la nef en remplacement de l'ancien. Exécuté par un peintre des Beaux-Arts de Paris, il a été béni le 20 avril 1952.